# 涌泉寺 (福州)
福州涌泉寺，又称国师馆、鼓山白云峰涌泉禅院，素有“闽刹之冠”的称誉。位于福州市晉安區的鼓山上，為中國汉族地区佛教全国重点寺院之一。

## 歷史
涌泉寺始建于唐建中四年（783年），五代后梁开平二年（908年），神晏主持重修，并改名为“国师馆”。后梁乾化五年（915年），改名为鼓山白云峰涌泉禅院。明永乐五年（1407年）称涌泉寺。明代嘉靖二十一年（1542），鼓山已成為廢寺，一直到天啓七年（1627）無異元來（1575-1630）受該寺僧眾及鄉紳之請，前來駐錫，才重立職事，創繩規，開堂說法。之後，在經歷覺浪道盛（1592-1659）、永覺元賢（1578-1657）、為霖道霈（1615-1702）等人的努力，才使鼓山再度成為福建第一的叢林，而這或許是日後台灣僧侶赴鼓山受戒的最大誘因。
后经过历代修葺，清康熙三十八年（1699年），康熙皇帝御赐“涌泉寺”金匾。
台湾传统的四大佛教法脉月眉山系、观音山系、法云寺系、大岗山系皆与涌泉寺有法脉联系。

## 建筑

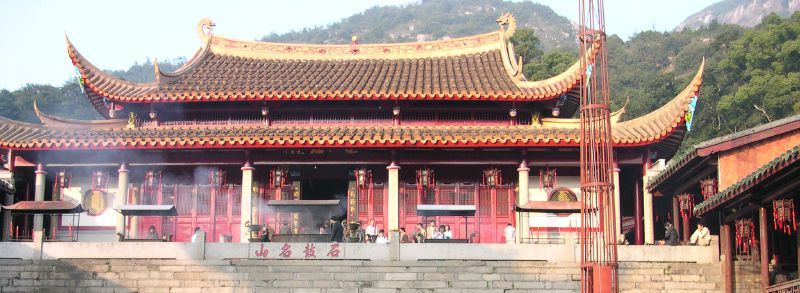
福州湧泉寺

涌泉寺現有建筑多為明清兩代所建，基本維持了明朝嘉靖年間的格局，現有殿堂25個，包括了天王殿、大雄宝殿、法堂、方丈室、祖堂等，還有钟鼓楼、放生池、歲寒樓等建筑，全寺占地面積為16,650平方（179,200平方英尺），整個寺廟建筑群依山勢逐級升高，錯落有致。

## 文物
涌泉寺曾为重要印经所，保留有明、清及近代的雕板2万多块。其中包括元《延祐藏》、《麻沙藏》、《永乐北藏》、《永乐南藏》、《清朝梵本》、《书本藏》、《日叙本藏》等。涌泉寺前有建于11世紀北宋元豐五年（1082年）的兩座千佛陶塔，為中國全國重點文物保護單位。

## 高僧
- 灵峤禅师：涌泉寺前身华严寺（唐建中四年，783年）开山祖师，唐代洪州宗僧。受马祖道一印可。
- 神晏法师：五代唐末高僧。闽国国师。谥号‘兴圣国师’。在华严寺旧址上重修涌泉寺（国师馆）。
- 永觉元贤禅师：明末高僧，曹洞宗寿昌系鼓山法脉（亦称鼓山禅、鼓山系）一代传人。
- 为霖道霈禅师：字为霖，法讳道霈，号旅泊，两任涌泉寺住持，明末清初著名的禅宗大师，时人称之为古佛再世。
- 妙莲禅师：清代僧。福建归化人，俗姓冯。名地华，别号云池。临济龙池系法派四十二世。创建槟城极乐寺、漳州南山寺等。
- 古月禅师：古月为近代福建最有影响的僧人之一，俗姓朱，名救官。以一身主鼓山涌泉寺、雪峰崇圣寺、象峰崇福寺、怡山西禅寺、瑞峰林阳寺五大禅林。
- 虚云法师：中国近代禅宗泰斗。中国曹洞四十七代，临济四十三代，云门第十二代，法眼第八代，沩仰第八代。一人延续禅宗五家法脉。
- 圆瑛法师：中国近代佛教领袖，中国佛教协会第一任会长。